# Perry el Ornitorrinco
Perry el Ornitorrinco es un ornitorrinco bípedo antropomorfo ficticio de las series de animación estadounidenses Phineas y Ferb y La ley de Milo Murphy. Perry fue creado por Dan Povenmire y Jeff «Swampy» Marsh. Protagoniza la trama B de todos los episodios de la serie, junto a su némesis, el Dr. Heinz Doofenshmirtz. Es un personaje casi mudo, cuya única característica vocal (un traqueteo de su pico) corre a cargo de Dee Bradley Baker.
Perry es la mascota de la familia Flynn-Fletcher y sus dueños lo consideran descerebrado y domesticado. En secreto, lleva una doble vida como miembro de una organización de espionaje exclusivamente animal conocida como O.W.C.A. (Organization Without a Cool Acronym). Existen muchas entradas secretas a su guarida subterránea por toda la residencia de los Flynn-Fletcher, como el lateral de la casa, sobre todo el árbol bajo el que se sientan Phineas y Ferb en el patio trasero, y otros objetos cotidianos que parecen eludir la atención de la familia, como una maceta y un ascensor secreto escondido en el césped. También se ha demostrado que Perry tiene entradas en Hawái, Londres y Dakota del Sur. Entabla batallas diarias con el Dr. Heinz Doofenshmirtz, un malvado científico que desea apoderarse de la zona triestatal con oscuros artilugios, o «-inators», que funcionan perfectamente según su función prevista, pero fallan siempre al aplicarlos. 
Perry se convirtió en ornitorrinco debido al llamativo aspecto del animal y a la falta de conocimiento público del mismo, lo que permitió a los guionistas inventarse cosas sobre la especie. La recepción crítica del personaje por parte de profesionales y aficionados ha sido considerablemente positiva. El personaje se comercializa en peluches, camisetas, juguetes de madera, bodies, gafas y libros para colorear, además de aparecer en la literatura y en numerosos videojuegos.

## Papel enPhineas y Ferb
Perry es el dócil Ornitorrinco mascota de la familia Flynn-Fletcher, que lo adoptó porque su mirada desenfocada hacía parecer que miraba a Phineas y Ferb al mismo tiempo, como se muestra en la película de 2011, Phineas y Ferb: A través de la segunda dimensión. Sin que ellos lo sepan, Perry lleva una doble vida como espía que lucha contra el crimen y trabaja para la «Organización Sin Acrónimo Guay»/The O.W.C.A, con el nombre en clave de «Agente P». Informa a su superior, el comandante Monogram, por teletransmisión en su gran escondite subterráneo de alta tecnología. Todos los días se enfrenta al malvado científico Dr. Heinz Doofenshmirtz, que intenta apoderarse del zona triestatal con sus inventos. Perry siempre es capaz de frustrar los planes de Doofenshmirtz de forma que accidentalmente provoca la destrucción de cualquier tipo de artilugio que sus dueños, Phineas Flynn y Ferb Fletcher, estén construyendo para mejorar el verano. Phineas y Ferb son conscientes de que algo ocurre para librarse de su plan del día, pero no saben que Perry es el causante y lo ignoran en gran medida. Su hermana, Candace, tampoco sabe que Perry está detrás de la destrucción y casi se vuelve loca intentando averiguarlo.
Perry y Doofenshmirtz parecen detestarse mutuamente al principio de la serie, y han sido archienemigos desde el día en que se conocieron. Sin embargo, a menudo son cordiales y amistosos el uno con el otro y Doofenshmirtz dice que Perry es su mejor amigo en el episodio «The Chronicles of Meap», y Perry a menudo actúa para salvar la vida de Doofenshmirtz cuando su complot inevitablemente le explota en la cara. Doofenshmirtz también se desvivió en un episodio por acercarse a Perry después de que le asignaran un nuevo villano. En sus peleas diarias, Doofenshmirtz suele urdir un plan que Perry va a detener tras ser informado por el comandante Monogram. Al intentar hacerlo, Doofenshmirtz lo atrapa y le cuenta el plan del doctor, que suele estar relacionado con alguna historia o manía. Entonces escapa y los dos luchan, Perry sale victorioso y Doofenshmirtz grita «¡Maldito seas, Perry el Ornitorrinco!». Los dos se apoyan en esta estructura diaria, Doofenshmirtz incluso la menciona específicamente en «Journey to the Center of Candace» y en episodios como «It's About Time!», en el que Doofenshmirtz sustituye temporalmente a Perry por el agente secreto Peter el Panda y se deprimen por no tener al otro para luchar. Cuando esto ocurre, Perry se da cuenta de que también echa de menos a Doofenshmirtz. Cuando Perry no llega al lugar del malvado plan de Doofenshmirtz, el doctor duda en ejecutar sus planes y teme por el paradero de Perry, aunque señala que «espera que le haya ocurrido algo terrible». A veces, decidían no pelearse y divertirse, como se muestra en «Happy New Year!» y «Candace Disconnected».
En Phineas y Ferb: A través de la segunda dimensión, aparece una versión de Perry en una realidad alternativa (aún más malvada y despiadada) conocida como Platyborg. Platyborg volvería más tarde en la secuela del episodio, Tales from the Resistance: Back to the 2nd Dimension. El secreto de Perry sería revelado a Phineas, Ferb, sus amigos y el Dr. Doofenshmirtz y conseguiría borrar sus recuerdos para que Phineas y Ferb se quedaran con Perry como mascota.
En La ley de Milo Murphy, Perry se convierte en un personaje recurrente. En el transcurso de la segunda temporada, se le encarga vigilar al Dr. Doofenshmirtz en sus intentos (y fracasos) de hacer el bien en Danville. Al principio, Doofenshmirtz es ajeno a esta misión y asume que Perry está siendo su amigo, por lo que lo aleja al enterarse. Finalmente se reconcilian y Perry revela su intención de donar sus ganancias a la causa de Doofenshmirtz. También aparece en Phineas y Ferb, la película: Candace contra el universo.

### En otros medios
Además de en la serie de televisión principal, Perry ha aparecido en varios artículos de Phineas y Ferb. Hasta la fecha, ha aparecido en todas las novelizaciones de Phineas y Ferb, publicadas por Disney Press. El personaje ha sido adaptado en un peluche de 20 pulgadas, lanzado por The Walt Disney Company. El peluche tiene un botón en la mano que le permite emitir el característico parloteo de Perry. Ciertas camisetas basadas en la serie lanzadas tanto por Disney como por el sitio web de venta en línea Zazzle también muestran a Perry y la frase «Eh, ¿dónde está Perry?» que la mayoría de los personajes como Phineas, Isabella, Stacy, Irving, Ferb y Lawrence pronuncian cuando Perry va a ver al Mayor Monogram en su guarida secreta en casi todos los episodios. También hay una camiseta con la cara de Perry. Perry aparece en el videojuego de Nintendo DS basado en la serie, titulado simplemente Phineas y Ferb, donde un minijuego consiste en que Perry detenga el último plan malvado de Doofenshmirtz. Desde el 28 de junio de 2012, Perry aparece en el videojuego ¿Dónde está mi Perry?. El 1 de abril de 2014, Perry también es un personaje jugable en el videojuego Disney Infinity.

## Personaje

### Creación y concepción
Mientras trabajaban en la serie de televisión animada La vida moderna de Rocko, los cocreadores de Phineas y Ferb, Dan Povenmire y Jeff «Swampy» Marsh, utilizaban varios elementos recurrentes en los episodios que escribían. Entre ellos estaban las secuencias de acción y las escenas de persecución. Povenmire y Marsh querían reutilizar estos elementos en su serie y eligieron a Perry para ejecutarlo. La pareja le dio una némesis consistente y continua en la forma de Doofenshmirtz como medio de permitir a los espectadores llegar a conocerle.
Al elegir una especie para Perry, Povenmire y Marsh quisieron tener en cuenta la selección de una que fuera poco común, un animal que los niños no pudieran «elegir en una tienda de mascotas y rogar [a sus padres] por él». Eligieron un ornitorrinco por el aspecto oscuro y llamativo del animal. El animal apenas se utilizaba en los programas de animación estadounidenses, por lo que la pareja opinó que Perry «no tendría que competir con las nociones preconcebidas que los espectadores podrían tener de un bicho más convencional». El guion gráfico en blanco que les dieron les permitió «inventarse cosas», ya que «nadie sabe mucho de [ellos]».
Perry tiene un tema musical titulado provisionalmente «Perry», interpretado por Randy Crenshaw y Laura Dickinson, y escrito por Povenmire y Marsh, que escriben la mayoría de las canciones de la serie. La canción, junto con el número «Gitchee Gitchee Goo» del episodio «Flop Starz», fue la primera composición musical que Povenmire y Marsh presentaron a The Walt Disney Company. Estaban nerviosos al hacerlo, porque, como explicó Povenmire, «Disney tiene una gran historia musical... ¿y si la odian?». La reacción, sin embargo, fue considerablemente positiva y se les pidió que escribieran una canción para cada episodio, a lo que accedieron con vehemencia. La letra inicial de la canción describe a Perry como un ornitorrinco al uso: «¡Es un mamífero de acción semiacuático que pone huevos!».

### Diseño
Como los demás personajes de la serie, Perry se estructuró en un estilo sencillo para que los jóvenes espectadores pudieran dibujarlo fácilmente. En consonancia con el esquema general de diseño de la serie, Perry está construido con formas geométricas en un estilo que recuerda al de Tex Avery. Povenmire utiliza diferentes estilos de diseño para dibujar a Perry dependiendo de cómo se le represente. Cuando Perry es una mascota domesticada y descerebrada, Povenmire comienza con un cuadrado en forma de barra de pan. Luego dibuja las patas delanteras y los pies antes de dibujar el pico, que está colocado en un ángulo determinado. Povenmire dibuja a continuación sus globos oculares, que nunca están enfocados y miran aturdidos en direcciones opuestas. Concluye la figura añadiendo las patas traseras, la cola, el pelo y, por último, el color. Cuando diseñó a Perry, Povenmire declaró que eligió colorearlo de verde azulado porque pensó que «quedaba guay», aunque en 2020 se descubrió que los ornitorrincos casualmente brillan de un color muy similar bajo la luz ultravioleta.
Cuando se le representa como agente secreto, Povenmire parte de un diseño cuadrado similar al de la barra de pan, pero lo dibuja de pie en vertical y le coloca un sombrero de fieltro en la parte superior de la cabeza, que se combina con el torso cuadrado. En contraste con su expresión descerebrada y de ojos salvajes como mascota, la versión de Perry como agente secreto se detalla con ojos «llenos de acerada resolución azul». Povenmire procede dibujando sus brazos, con las manos desnudas, abiertas y preparadas para la lucha o cualquier peligro. Sus piernas están dobladas, también preparadas para un acto de peligro o acción necesaria. Povenmire termina el diseño añadiendo su cola de castor y color.

### Personalidad

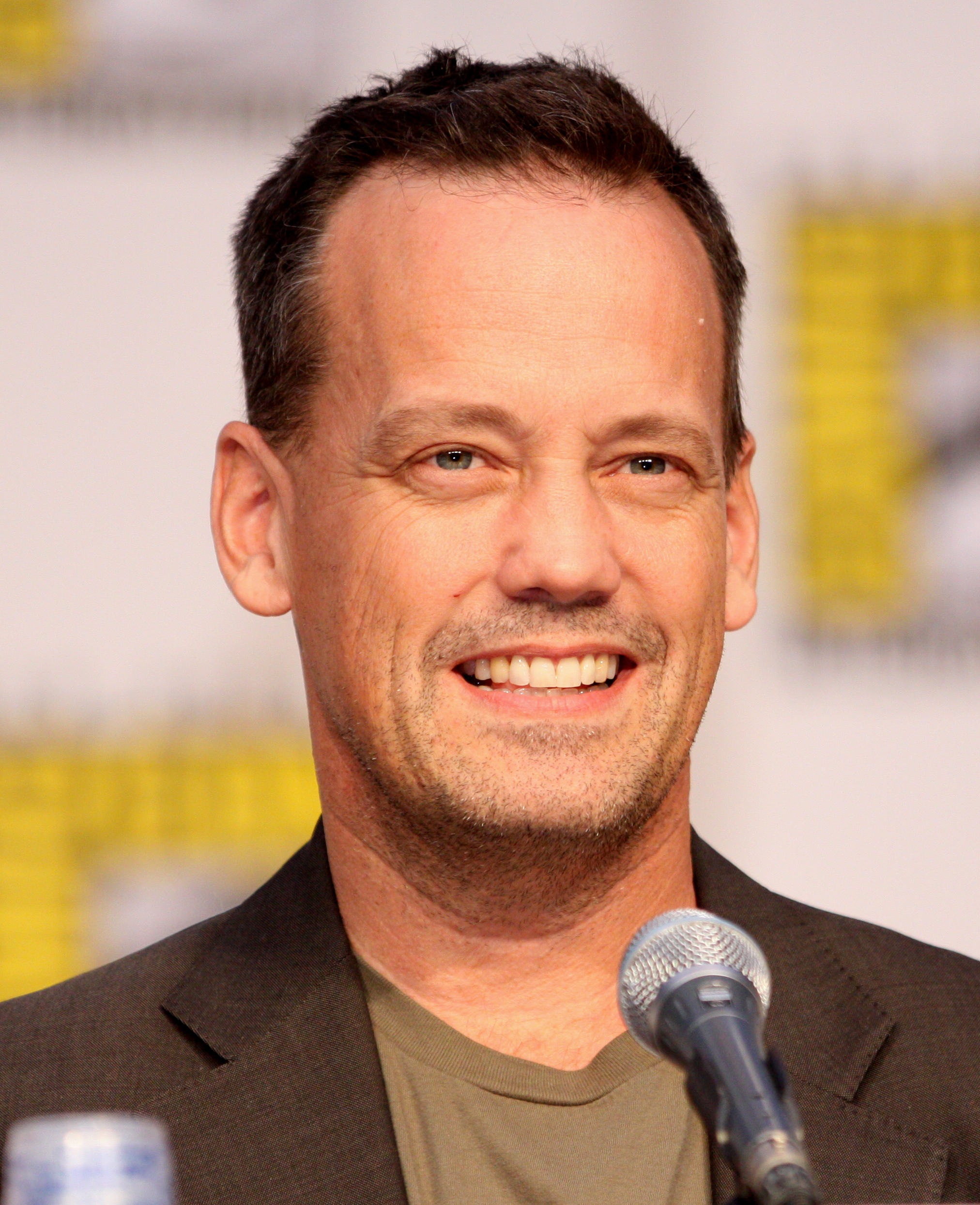
Dee Bradley Baker pone voz a Perry.

La identidad encubierta de Perry como mascota lleva a los personajes de toda la serie a considerarlo una «mascota doméstica sin sentido» que «no hace gran cosa». Esta definición del personaje llevó a Phineas y Ferb a encabezar la producción de una nueva línea de juguetes basada en Perry llamada «Perry the Inaction Figure», cuyo eslogan giraba en torno a que no hiciera nada, sino que permitiera al cliente convertirlo en lo que deseara. En realidad, Perry es un hábil luchador capaz de realizar varios movimientos de judo y evasiones inverosímiles. Tiene acceso a diferentes tipos de tecnología e inventos que le proporciona la O.W.C.A., incluida una nave aerodeslizadora apodada «Ornitorrincomóvil». una moto acuática, y un silbato que le permite invocar diferentes tipos de animales.
Aunque su apariencia de mascota doméstica es más que nada una tapadera, Perry ha expresado, no obstante, cariño y devoción por la familia Flynn-Fletcher. En el episodio «The Ballad of Bad Beard», Perry consiguió sacar a Candace de la Cueva Oscura antes de que se derrumbara debido al «botón de autodestrucción» del Dr. Doofenshmirtz que Candace había pulsado accidentalmente mientras estaba bajo la alucinación del musgo naranja, pensando que era una máquina expendedora. Lo hizo aun sabiendo que Candace vio que Perry era un agente secreto que hablaba con el Agente E (Águila) y con el Mayor Monograma en un huevo roto. Candace pensó que sólo estaba alucinando debido al musgo naranja que tocó accidentalmente antes en el episodio. Además, cuando un invento de Doofenshmirtz en el episodio «Viaje al centro de Candace» podría causar graves daños a Phineas y Ferb, Perry golpea a fondo a Doofenshmirtz y rápidamente lo esposa. Luego lo ata a una tubería y, en lugar de abandonarlo como suele hacer en la serie, llama a las fuerzas especiales de la O.W.C.A. para que vengan a detener al doctor, aunque nunca aparecen. En «Oh, There You Are, Perry», Doofenshmirtz es degradado a un nivel de amenaza bajo y Perry es reasignado a una nueva némesis. Esto hace que tenga que abandonar su hogar con los Flynn-Fletcher, lo que le entristece y no disfruta de su nuevo villano. Phineas y Ferb temen a dónde podría haber ido Perry y ponen varios folletos por la ciudad para que la gente lo encuentre. Deciden dar un concierto en la azotea de un edificio, cantando una canción sobre lo mucho que quieren a Perry y desean que vuelva a casa. Al mismo tiempo, Perry es reasignado de nuevo a Doofenshmirtz y vuelve con los hermanos una vez más.
Aunque Perry es antropomorfo, no puede hablar; sólo se comunica mediante un ruido del tipo «ronroneo agravado» que hace agitando el pico. Este ruido lo produce el actor Dee Bradley Baker; a día de hoy, Povenmire y Marsh no entienden cómo Baker produce el ruido. Thomas Sangster, que pone voz a Ferb, es bueno haciendo el ruido y está considerado el segundo después del propio Baker. En un episodio, Phineas y Ferb construyen una máquina traductora de animales, y cuando le toca a Perry, la traducción de la máquina es lo mismo que Perry acaba de decir. Cuando está en su papel de «Agente P», Perry guarda casi absoluto silencio y sólo se comunica mediante el lenguaje corporal, las expresiones faciales, los gestos con las manos y, ocasionalmente, la pantomima.

## Recepción
Como personaje, Perry ha sido bien recibido tanto por los fanáticos como por la crítica. Como escribió Cynthia Littleton de la revista Variety «Perry, el ornitorrinco, es una estrella revelación del toon de Disney Channel Phineas y Ferb».  La escritora de The New York Times Susan Stewart lo calificó de «intrépido». Jean Yoo, miembro de prensa de Disney Channel, dijo que Perry es «suave» y «hace que James Bond parezca un aficionado». Aaron H. Bynum de Animator Insider opinó que está «indudablemente seguro». Carly H. de Scholastic, Inc. declaró que Perry era «bastante impresionante». Josh Jackson, editor de Paste, describió la relación entre Perry y Doofenshmirtz como «perfecta». Cynthia Littleton de Variety explica que su popularidad se debía a su aspecto «simplemente gracioso». Zarin Rezwana de The Daily Star afirmó que Perry era un «mamífero asombroso» y afirmó que todo el mundo puede ser como él.
Algunos críticos también han hecho comentarios negativos sobre Perry y su subtrama, que Sherry Robinson del St. Petersburg Times considera «bastante triposa». Kevin McDonough de Sun Coast Today lo describió como «complicado» y «vagamente conectado» con el resto de la serie, escribiendo que no está «seguro de lo que esto consigue, excepto añadir el ruido de las explosiones al ya constante estruendo de cantos y gritos». Ed Liu de Toon Zone opina que es «realmente desconcertante qué hace Perry, el agente secreto, en esta serie en primer lugar». Liu considera que su subtrama es una especie de elemento de «tirar todo contra la pared y ver qué se pega» y escribe que «muchos de los primeros episodios de la serie no consiguen hacer un buen trabajo de equilibrio entre la subtrama y la principal». Perry fue nominado a un Nickelodeon Kids' Choice Awards en 2014 en la categoría de Compañero Animal Animado Favorito.